# Albert Heiser
Albert Heiser (* 10. November 1961 in Ludwigshafen am Rhein) ist ein deutscher Autor, Kreativdirektor, Werbetexter und Trainer.

## Leben
Albert Heiser studierte nach dem Abitur Gesellschafts- und Wirtschaftskommunikation an der Universität der Künste in Berlin, wo er an der Fakultät Erziehungs- und Gesellschaftswissenschaften bei Lutz Huth und Wolfgang Krebs zum Thema: „Erzählstrategien im Werbespot und -film“ promovierte.  Nach dem Abschluss seines Studiums arbeitete er ab 1986 als Werbetexter und Kreativdirektor bei zahlreichen renommierten Werbeagenturen. So war er unter anderem für Ogilvy & Mather, Saatchi & Saatchi und Grey/Dorland tätig. 1991 trat er zudem eine Dozentenstelle für Werbefilm an der Universität der Künste im Fachbereich Gesellschafts- und Wirtschaftskommunikation (GWK) an. Weitere Lehraufträge u. a. an der Filmakademie Baden-Württemberg, der Filmuniversität Babelsberg Konrad Wolf, der Hochschule für Wirtschaft und Technik (HTW), der Quadriga Hochschule Berlin, der ARD.ZDF medienakademie,  der Zürcher Hochschule der Künste (ZHdK), der School for Communication and Management SCM, der Fachhochschule Salzburg, für die Vogel Communications Group und für den Branchenverband Eyes & Ears of Europe folgten. Im Jahr 2001 gründete Albert Heiser das Creative Game Institut. Das Institut forscht über die Wirkung von Gestaltung im Bereich Text, Grafikdesign und Werbefilm. Im gleichen Jahr veröffentlichte Albert Heiser bei Bastei Lübbe sein erstes Fachbuch „Bleiben Sie dran. Konzeption, Produktion und Rezeption von Werbefilmen.“ Aktuell erscheinen seine Bücher im Wissenschaftsverlag Springer Gabler. Seine Bücher zählen inzwischen zu den Standardwerken für deutsche Werbetexter und Kreative.

## Veröffentlichungen (Auswahl)
- Albert Heiser: Bleiben Sie dran. Bastei Lübbe, Bergisch Gladbach 2001, ISBN 978-3404940127
- Albert Heiser: Bullshit Bingo. Storytelling für Werbetexte. Creative Game Verlag, Berlin 2009, ISBN 978-3980971805
- Albert Heiser: Wirkstoff Werbetext, Storytelling on- und offline. Für Konzeptioner, Werbetexter, Grafiker, Autoren, Redakteure und Auftraggeber, Springer Gabler 2022, Wiesbaden, 2. Aufl., ISBN 978-3658371586
- Albert Heiser: Das Drehbuch zum Drehbuch, Erzählstrategien im Werbespot und -film, Springer Gabler 2020, Wiesbaden, 3. Aufl., ISBN 978-3658297336
- Irmela Bittencourt, Joachim Borner, Albert Heiser (Hrsg.): Nachhaltigkeit in 50 Sekunden. oekom Verlag. 1. Aufl., München 2003, ISBN  978-3936581294
- Albert Heiser: Die Aufgabe des Erzählens in der Werbung. In: Alf Mentzer, Ulrich Sonnenschein (Hrsg.): Die Welt der Geschichten. Kunst und Technik des Erzählens.  Fischer Verlag, Frankfurt 2007, ISBN 978-3596177301
- Albert Heiser: Achtung! Sie lesen einen Werbetext! In: Roland Köhler (Hrsg.): Jahrbuch Marketing Schweiz 2011, Marketing 2011. KünzlerBachmann Medien, St. Gallen 2011
- Albert Heiser: Konzeption und Ideenentwicklung für Werbefilme im Internet. In: Medienkompetenz: Stoffentwicklung in der Medienbranche: Von der Idee zum Markt , Cornelsen Scriptor, Berlin Düsseldorf 2011, ISBN 978-3589239122
- Albert Heiser: Konzeption und Ideenentwicklung online, transmedial und interaktiv. In: Medienkompetenz: Stoffentwicklung in der Medienbranche: Von der Idee zum Markt , Cornelsen Scriptor, Berlin Düsseldorf 2011, ISBN 978-3589239122
- Albert Heiser: Soziologische Aspekte des Werbefilms, Werbespots und Virals In: Alexander Geimer, Carsten Heinze, Rainer Winter (Hrsg.): Handbuch Filmsoziologie, Springer Meteor, Wiesbaden 2019, ISBN 978-3658109479
- Studie Kreativ Direktion Employer Branding. Beurteilungskriterien und Grundlagen der Grafikdesign-, Anzeigen- und Text-Konzeption. Trendence Institut, Berlin 2013

- Albert Heiser: Ästhetik der Nachhaltigkeit. In: Kurt, Hildegard; Wagner, Bernd (Hrsg.), Kultur – Kunst – Nachhaltigkeit. Die Bedeutung von Kultur für das Leitbild Nachhaltiger Entwicklung, Klartext Verlag, Essen 2002, ISBN 3898610934
- Albert Heiser: Texten mit ChatGPT. Einfach, schnell und kreativ: Ideenmaschine für Kommunikation, Marketing, Werbung und PR., Springer Gabler, Wiesbaden 2024 ISBN 978-3-658-45600-9